# Schefflera elata
Schefflera elata är en araliaväxtart som först beskrevs av Buch.-ham., och fick sitt nu gällande namn av Hermann August Theodor Harms. Schefflera elata ingår i släktet Schefflera och familjen araliaväxter. Inga underarter finns listade.